# Diktariškiai

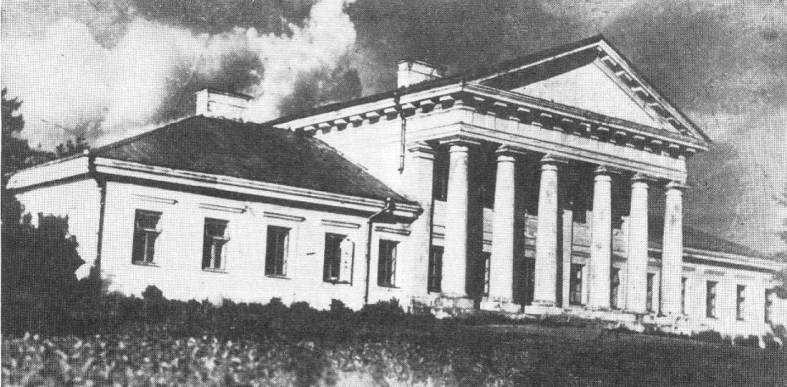
Pałac Szemiothów, stan przed 1939

Diktariškiai (hist., pol. Dykteryszki) – wieś na Litwie w rejonie radziwiliskim okręgu szawelskiego, 16 km na południe od Radziwiliszek.

## Historia
Przez kilka wieków był to majątek rodziny Szemiothów (Szemiotów) herbu Łabędź. W połowie XIX wieku Dykteryszki należały do Józefa Szemiotha (1814 Dykteryszki - 1874 Ryga) - syna marszałka szawelskiego Tadeusza Szemiotha i Anieli z domu Koszczyc - również marszałka szawelskiego (1855-1863), przy czym był on ostatnim marszałkiem szlachty z wyboru powiatu szawelskiego. Józef Szemioth, dziedzic Dykteryszek i Czechowa, poślubił w Wilnie w 1846 r. Stanisławę z Niemirowiczów-Szczyttów (1825-1850), córkę Józefa Niemirowicza-Szczytta (1787-1861) z Tabołek i Marii z Rudominów-Dusiatskich (zm. 1848 Wilno).  Ze Stanisławą miał syna Antoniego, który zmarł w dzieciństwie. Po śmierci Stanisławy, w 1855 r. pojął za żonę jej rodzoną siostrę - Marię Niemirowicz-Szczytt (1826 - 1908 Ryga). 
Po powstaniu styczniowym Józef Szemioth został oskarżony o udział w insurekcji i skazany na zesłanie na Syberię, do Ufy, a majątek został skonfiskowany przez władze carskie. Dzięki żonie, Marii z Niemirowiczów-Szczyttów, która była damą dworu cesarskiego, wyrok został zamieniony na zamieszkanie w Rydze, bez prawa opuszczania tego miasta. Wdowa po Józefie, Maria z Niemirowiczów-Szczyttów Szemioth była współfundatorką kaplicy w kościele Matki Boskiej Bolesnej w Rydze. 
Po 1865 roku Dykteryszki kilkakrotnie zmieniały właścicieli. Około 1881 roku należały do niejakiego Nejranda. W dwudziestoleciu międzywojennym majątek zakupił reemigrant ze Stanów Zjednoczonych. Przed II wojną światową majątek przeszedł na własność samorządu powiatowego w Szawlach.
W Dykteryszkach urodziła się Elwira Szemiotówna (1820–1893), siostra Józefa, przyszła matka Stanisława Witkiewicza.
Pod koniec XIX wieku majątek liczył 250 włók ziemi.
Po III rozbiorze Polski w 1795 roku Dykteryszki, wcześniej wchodzące w skład Księstwa Żmudzkiego Rzeczypospolitej znalazły się na terenie powiatu szawelskiego guberni kowieńskiej Imperium Rosyjskiego. W II połowie XIX wieku należały do parafii szawlańskiej. 10 października 1920 roku na podstawie umowy suwalskiej przyznano je Litwie, która w okresie 1940–1990, jako Litewska Socjalistyczna Republika Radziecka, wchodziła w skład ZSRR.

## Demografia wsi
1923 – 124
1959 – 75
1970 – 83
1979 – 88
1985 – 65
2001 – 36
2011 – 23.

## Pałac
Szemiothowie wznieśli okazały pałac na początku XIX wieku. Autor projektu jest nieznany, choć architektura pałacu jest bardzo podobna do architektury pałacu w Towianach, co pozwala sądzić o tym samym autorstwie.
Pałac w Dykteryszkach zbudowany został z cegły na planie wydłużonego prostokąta, na wysokiej, podpiwniczonej podmurówce. Środkowa, pięcioosiowa część jest piętrowa i zaakcentowana monumentalnym portykiem w wielkim porządku z sześcioma toskańskimi kolumnami, dźwigającymi wysoki i potężny trójkątny tympanon wsparty na fryzie i belkowaniu. Interkolumnium osi głównej jest nieco szersze niż u pozostałych czterech osi. Podobnie zaprojektowana została elewacja od ogrodu, ale fronton wsparty został tam na toskańskich pilastrach. W elewacji ogrodowej na osi pałacu znajdował się obszerny taras.
Parterowe skrzydła pałacu są również pięcioosiowe. Pałac przykryty jest gładkim dachem – nad częścią środkową dwuspadowym, a nad skrzydłami o trzech połaciach. Nad dach wyprowadzono trzy symetrycznie umieszczone zbiorcze kominy, usytuowane równolegle do dłuższego boku korpusu.
Wnętrza pałacu były dość często przebudowywane, niewiele o nich wiadomo. Za portykiem, od frontu, znajdował się hall z wykonaną w dębie klatką schodową, a od ogrodu sala balowa ogrzewana dwoma okrągłymi piecami. Posadzki wykonane były z układanych w desenie kilku rodzajów drewna, a sufity pokryte były sztukateriami. Do drugiej wojny światowej zachowane były trójkątne w planie piece – ustawiane w narożnikach pałacowych pomieszczeń – „…empirowe, dekorowane kolumienkami, gzymsami, ornamentacją o motywach roślinnych, główkami oraz medalionami i reliefem przedstawiającym sceny figuralne…”.
W czasach, gdy w Dykteryszkach mieszkali Szemiothowie, pałac był otoczony pięknym parkiem krajobrazowym z bogatym i zróżnicowanym drzewostanem. Blisko pałacu ułożono trawniki i kwietniki oraz ozdobne krzewy, kwitnące w różnych porach roku. Reemigrant z Ameryki wyciął park prawie zupełnie.
Dziś w pałacu funkcjonuje szkoła.
Majątek Dykteryszki został opisany w 3. tomie Dziejów rezydencji na dawnych kresach Rzeczypospolitej Romana Aftanazego.